# الکساندراو، بخش گاستین
الکساندراو، بخش گاستین (به لاتین: Aleksandrowo, Gostyń County) یک منطقهٔ مسکونی در لهستان است که در Gmina Gostyń واقع شده‌است.

## خصوصیات
الکساندراو ۵ نفر جمعیت دارد.